# Emma McKeonová
Emma Jennifer McKeonová (* 24. května 1994 Wollongong) je australská plavkyně, která se věnuje sprintům ve volném stylu a motýlku.
Jejích pět zlatých olympijských medailí ji činí nejúspěšnější australskou olympioničkou, spolu s plavcem Ianem Thorpem. Na hrách v Tokiu roku 2021 jako první plavkyně v historii získala sedm medailí na jedněch hrách. Dohromady má na svém kontě jedenáct olympijských zlatých kovů ze dvou olympiád, krom pěti zlat má také dvě stříbra a čtyři bronzy. Pět z těchto medailí je individuálních - zlato za 50 metrů volným stylem v Tokiu 2020 a 100 metrů volným stylem tamtéž, stříbro za 200 metrů volným stylem v Riu 2016 a bronz za 100 metrů motýlka v Tokiu. Zbylé medaile jsou ze štafet. Krom toho je rovněž čtyřnásobnou mistryní světa.